# Calathea communis
Calathea communis är en strimbladsväxtart som beskrevs av Maria das Graças Lapa Wanderley och S.Vieira. Calathea communis ingår i släktet Calathea och familjen strimbladsväxter. Inga underarter finns listade.